# كوميكو نيشيهارا
كوميكو نيشيهارا (باليابانية: 西原 久美子) مواليد 27 أبريل 1965، هي مؤدية أصوات يابانية من تشيغاساكي، كاناغاوا.

## أعمال

### أنمي
- المخترع الصغير
- مغامرات نحول
- رحلة عنابة
- السباق الكبير
- الرغيف العجيب
- صاحب الظل الطويل
- جانكي الصغير
- كابتن رابح
- مغامرات نغم
- تاما والأصدقاء
- دراغون بول زد
- مغامرات توم سوير
- أجنحة كاندام
- دروب ريمي
- روروني كنشين
- بوكيمون
- ون بيس
- أبطال الديجيتال الجزء الرابع
- لحن الحورية
- المحقق كونان
- مونستر
- يوغي GX
- البؤساء
- رحلة بورفي الطويلة
- ماروكو الصغيرة

### أوفا
- مغامرات زينة ونحول
- المحقق كونان

### ألعاب
- قائمة ألعاب رانما ½

## وصلات خارجية
- كوميكو نيشيهارا على موقع IMDb (الإنجليزية)
- كوميكو نيشيهارا على موقع ميوزك برينز (الإنجليزية)
- كوميكو نيشيهارا على موقع أول موفي (الإنجليزية)
- كوميكو نيشيهارا على موقع قاعدة بيانات الفيلم (الإنجليزية)
- كوميكو نيشيهارا على موقع كينوبويسك (الروسية)
- كوميكو نيشيهارا على موقع ANN person (الإنجليزية)